# Acueducto subterráneo de Raschpëtzer
El acueducto subterráneo de Raschpëtzer (en francés: qanat des Raschpëtzer, o bien aqueduc souterrain des Raschpëtzer) se encuentra al noreste de Helmsange en la comuna de Walferdange, a 10 km al norte de la ciudad de Luxemburgo. Un acueducto subterráneo es un sistema de gestión de agua subterránea que consta de ejes verticales que conectan a un túnel inclinado diseñado para proporcionar un suministro de agua fresca. 
El Raschpëtzer es un ejemplo particularmente bien conservado de un acueducto subterráneo y es probablemente el más extenso sistema de su clase al norte de los Alpes. Ha estado bajo excavación sistemática durante los últimos 40 años. Hasta la fecha, unos 330 m de la longitud total del túnel de 600 m se han explorado. Trece de los 20 a 25 pozos han sido descubiertos. 
El viaje de agua parece haber proporcionado agua para una gran villa romana en las laderas del valle del Alzette. Fue construido durante la época galo-romana, probablemente alrededor del año 150 y funcionó durante unos 120 años en lo sucesivo.